# Ziegelplattengrab

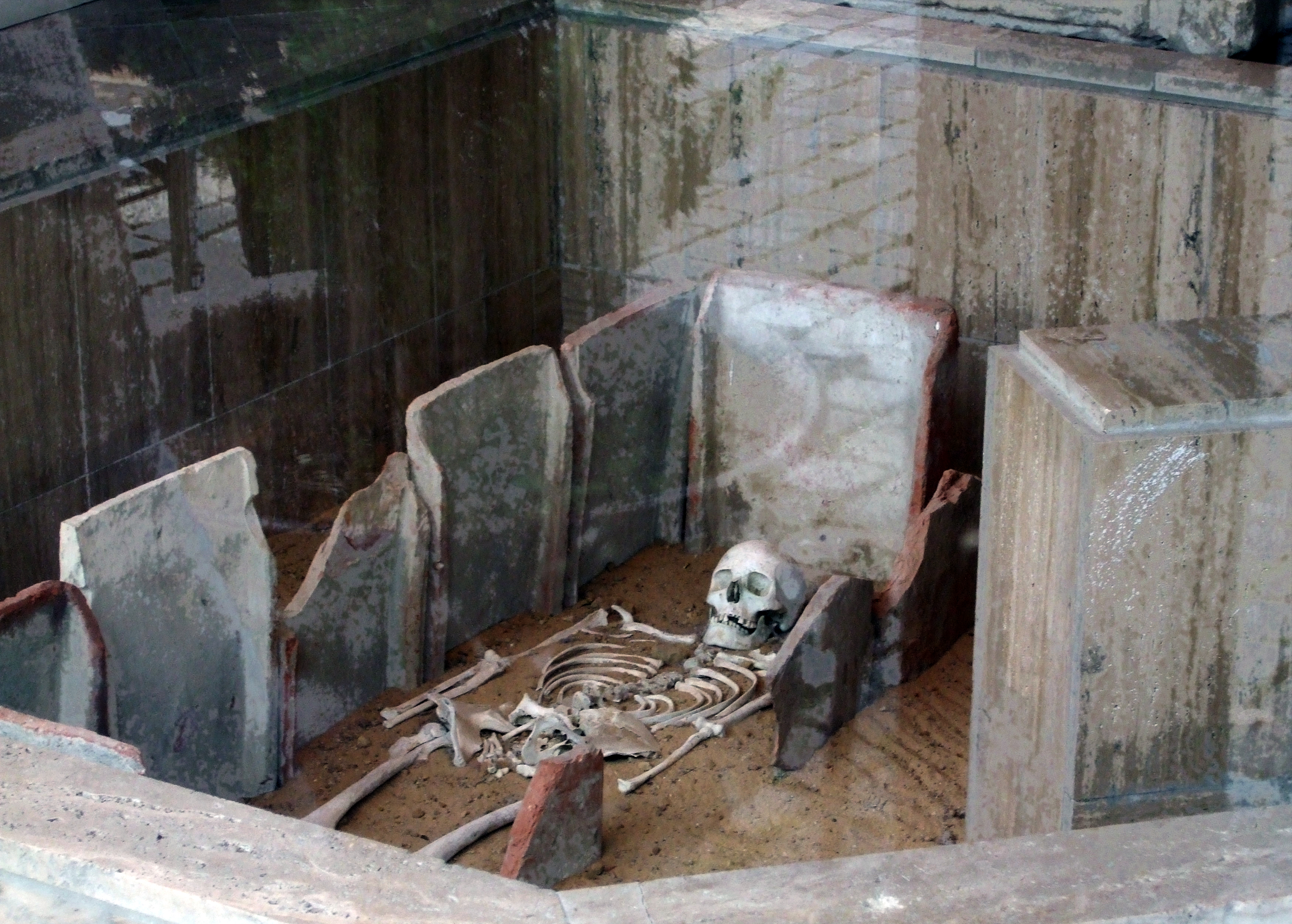
Antikes Ziegelplattengrab vom Kastell Gerulata im Museum Rusovce

Ein Ziegelplattengrab ist in der provinzialrömischen Archäologie die Bezeichnung für eine Bestattung, die mit Ziegeln umstellt ist.
Die meisten Ziegelplattengräber datieren in die Spätantike. Sie können unterschiedliche Formen haben. Oft wird auch der Boden aus flach liegenden Ziegeln gebildet. Die Seitenwände bestehen vielfach aus tegulae. Wenn diese senkrecht stehen, wird zusätzlich noch eine Abdeckung benötigt. Bisweilen sind die Ziegel auch dachförmig gegeneinander gelehnt.
In der Spätantike hat sich im römischen Reich die Körperbestattung weitgehend durchgesetzt, dies gilt dann auch für die Ziegelplattengräber. Aus Ziegeln gesetzte Behälter für Brandbestattungen sind aus dem 3. Jahrhundert n. Chr. aber ebenfalls bekannt.

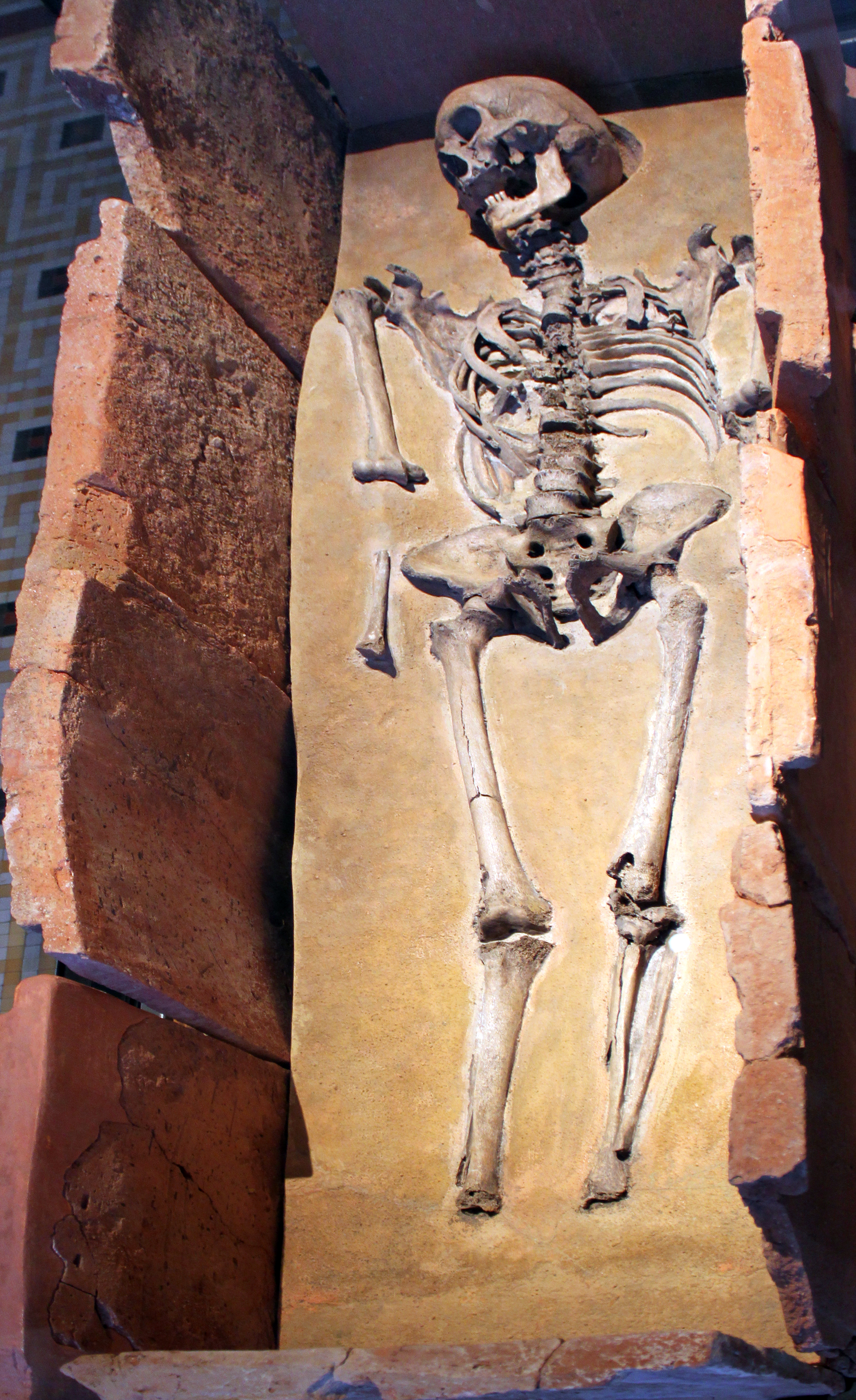
Ziegelplattengrab aus Korbevac (Serbien) Neues Museum Berlin
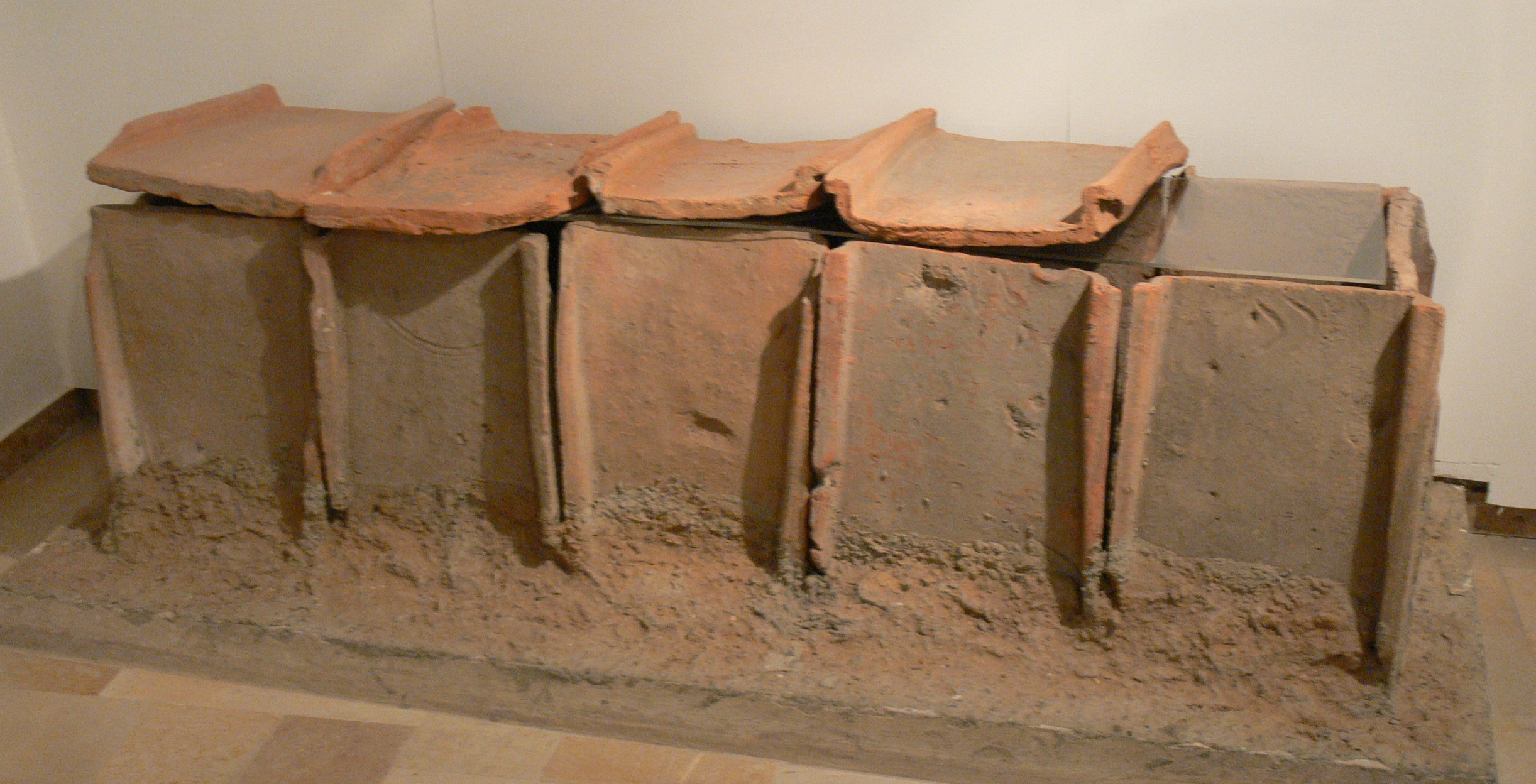
Lauriacum
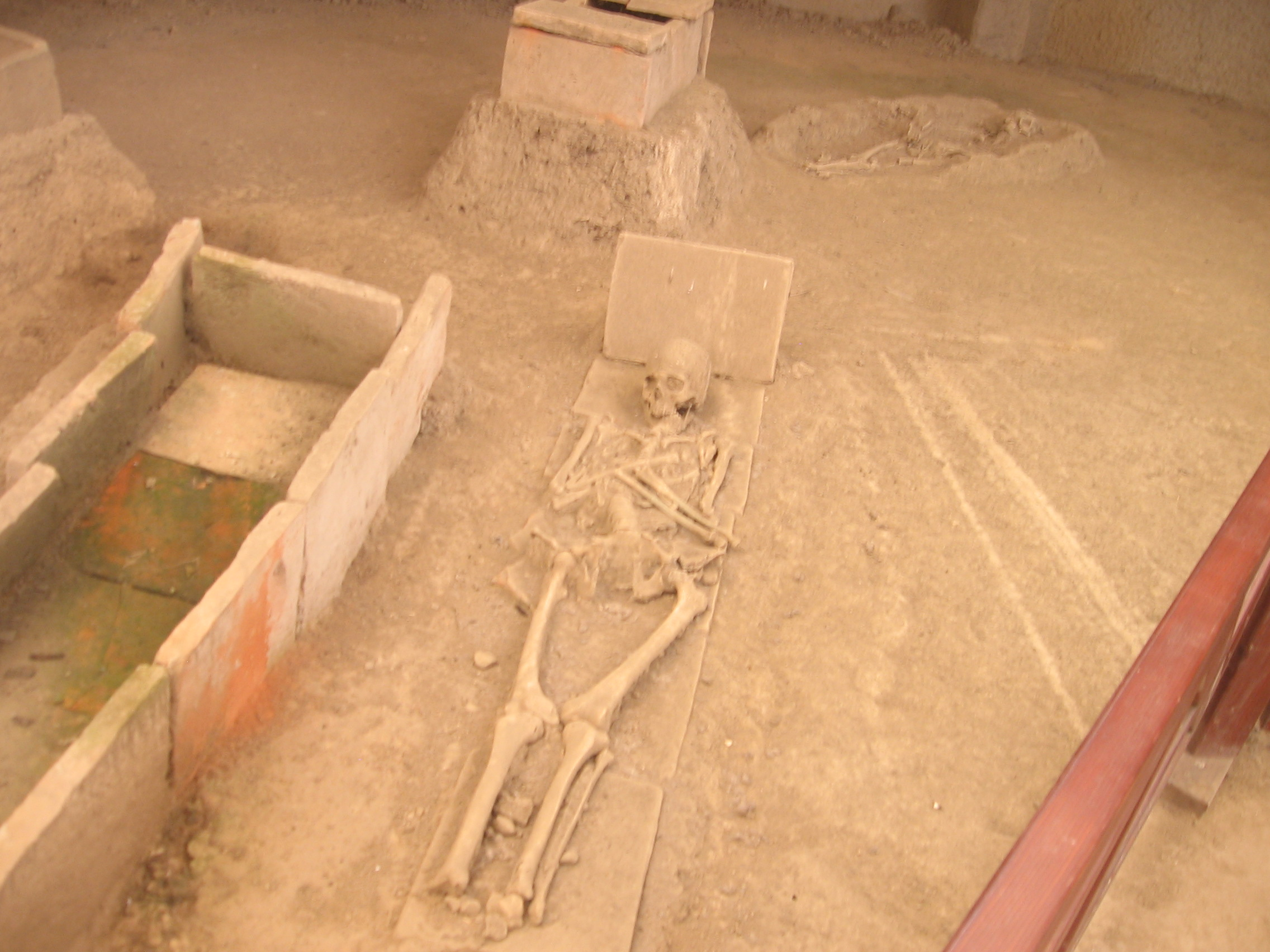
Viminacium
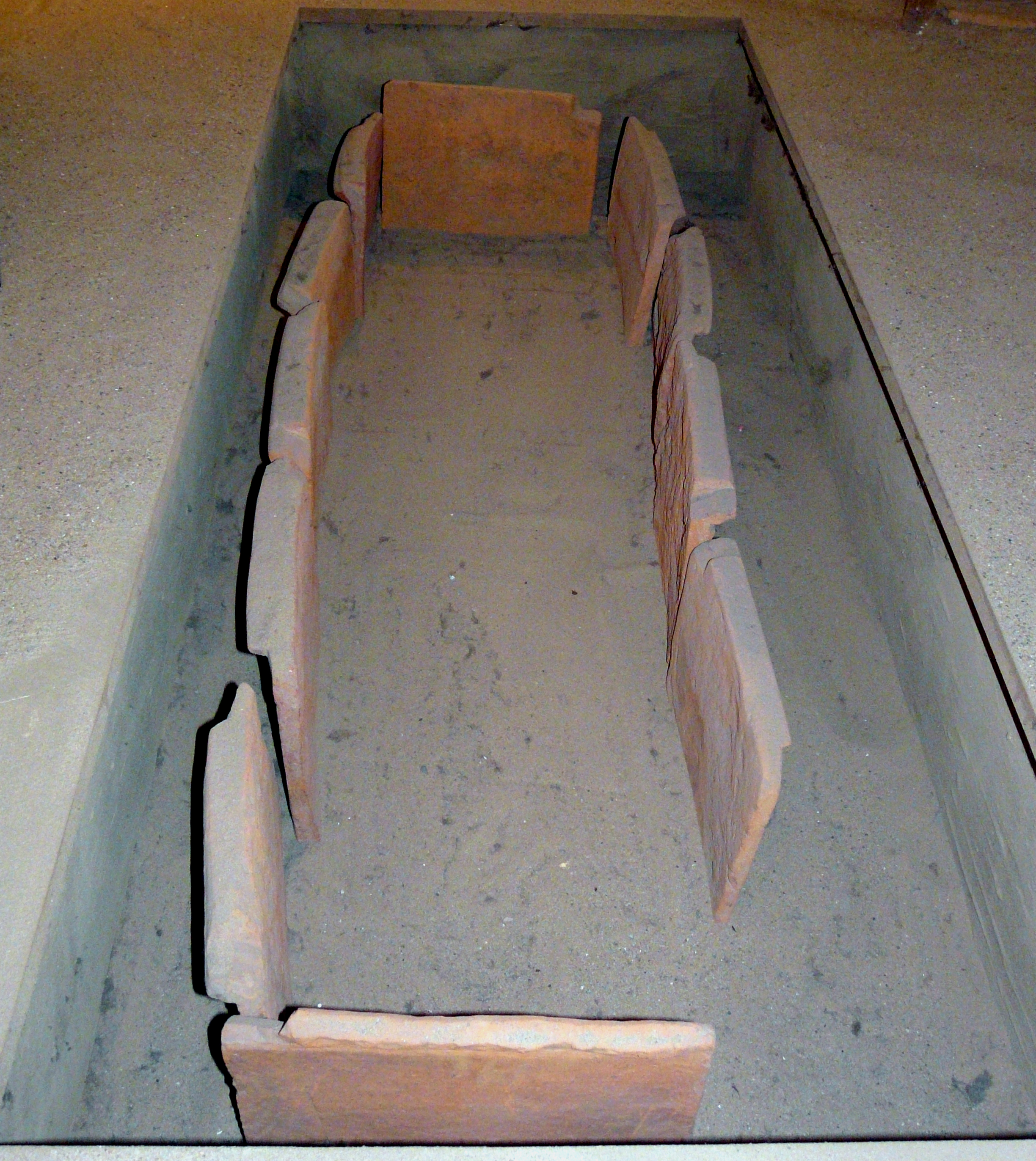
Krefeld-Gellep Grab 3082
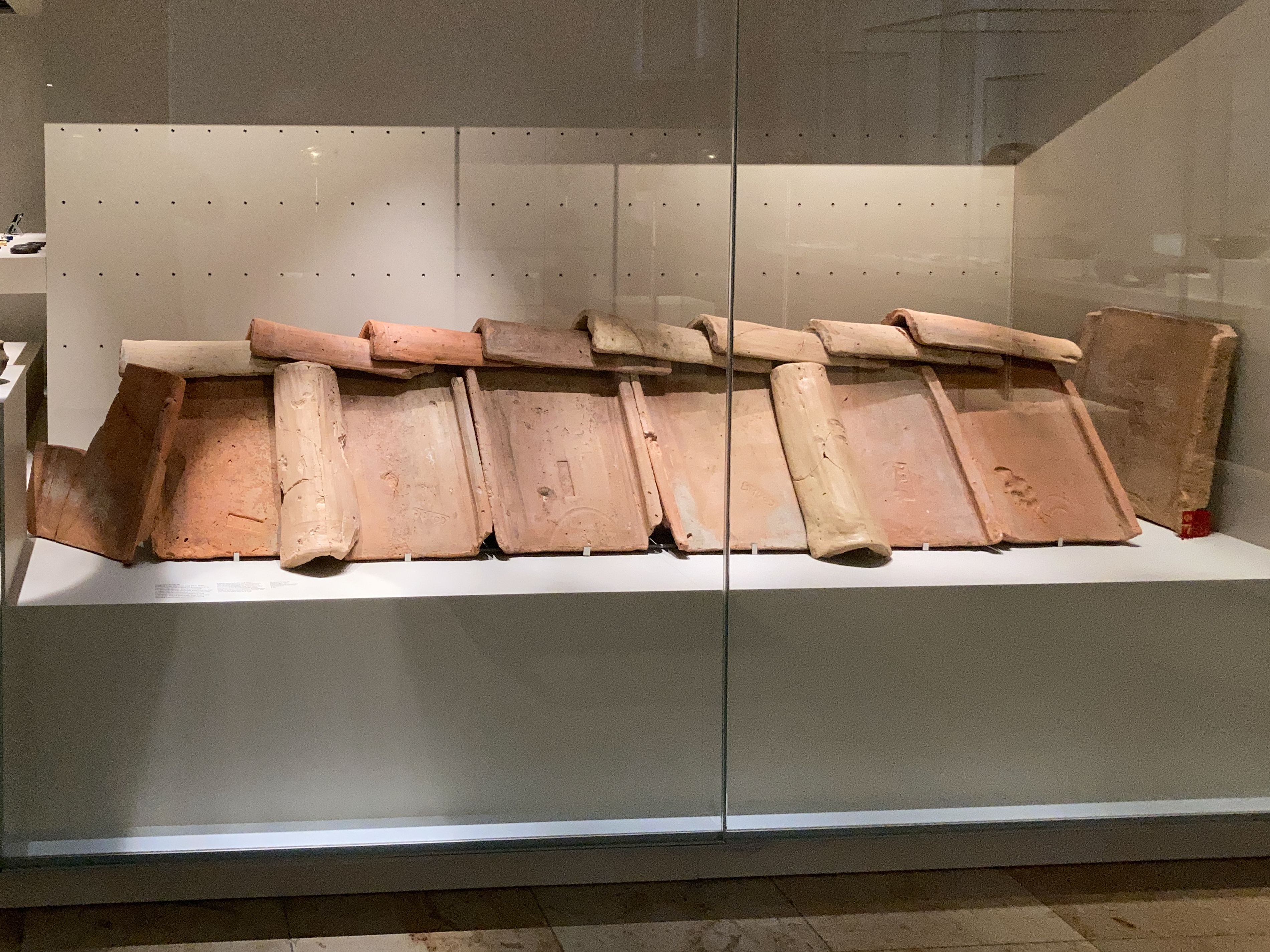
Ziegelplattengrab, spätrömisches Gräberfeld in Rheinzabern
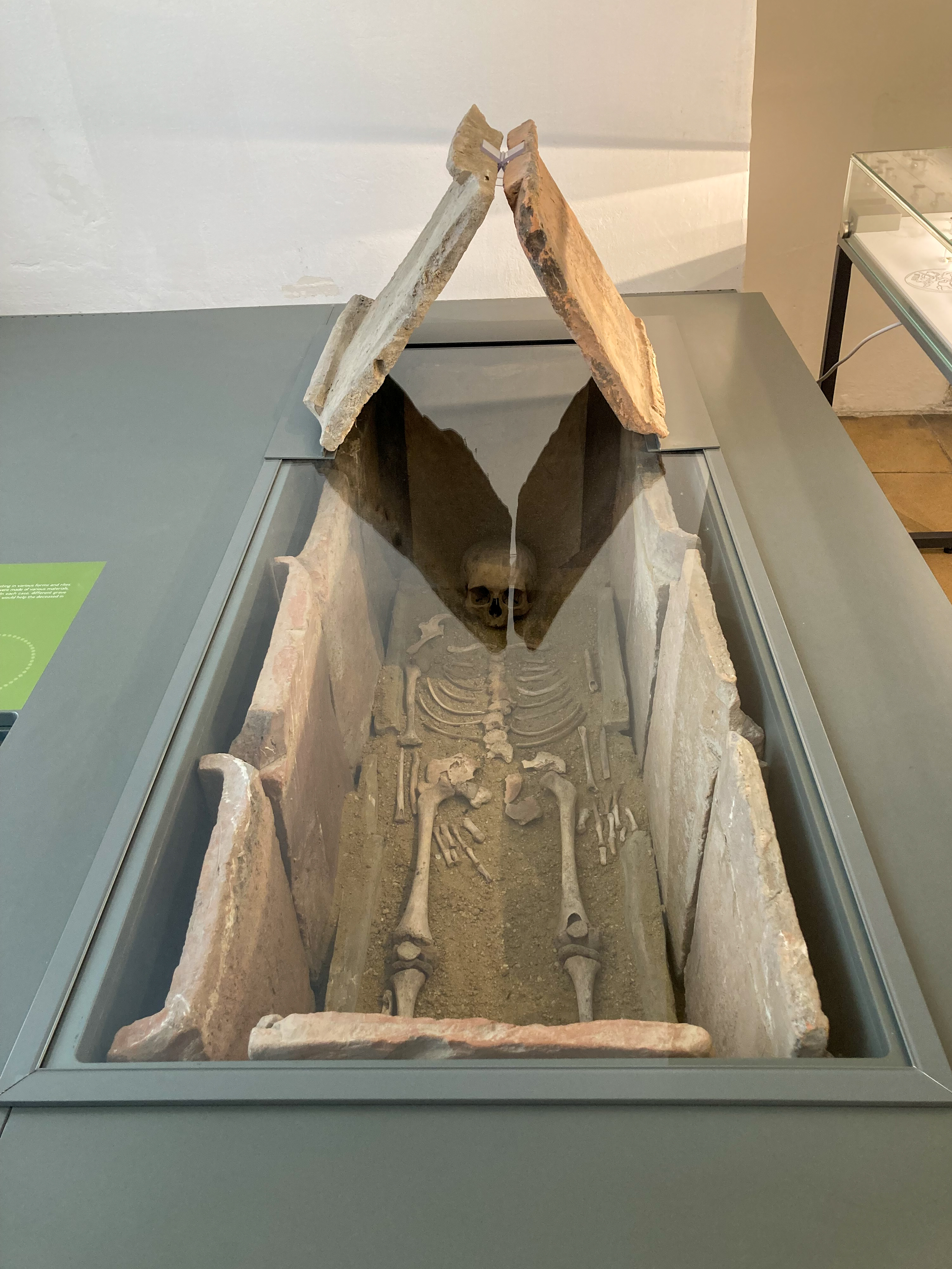
Scarbantia